# Gymnotus esmeraldas
Gymnotus esmeraldas är en fiskart som beskrevs av Albert och Crampton 2003. Gymnotus esmeraldas ingår i släktet Gymnotus och familjen Gymnotidae. Inga underarter finns listade i Catalogue of Life.